# 松浦康雄
松浦 康雄（まつうら やすお、生没年不詳）は、日本のスチルカメラマンである。

## 人物・来歴
生年生地不詳。
在籍時年齢・入社時期等は不明であるが、1927年（昭和2年）、マキノ・プロダクション御室撮影所製作、金森万象監督による『狼火』の長野県松本市でのロケーション撮影現場に、スチルカメラマンとして参加している。1929年（昭和4年）の牧野省三没後、京都のマキノ・プロダクションが発表した新体制の組織図に、「写真部主任」として松浦の名が掲載されている。1930年（昭和5年）、『祇園小唄絵日傘 第一話 舞の袖』に「スチルピクチャ」とクレジットされているが、スチルカメラマンは監督や撮影技師らと異なり、それ以上の記録が残っていない。当時の同社の宣伝部主任の都村健が編集・発行した広報誌『マキノ』等の写真を手がけている。
第二次世界大戦後、大映（現在の角川映画）の大映京都撮影所で、1955年（昭和30年）、弘津三男監督の『次男坊鴉』にスチルカメラマンとしてクレジットされている。以降、1963年（昭和38年）までの同撮影所でスチル写真を手がけ、同年の安田公義監督の『対決』でクレジットされて以降の消息は知れない。
松浦の仕事は、ポスター等に使用された写真、紙媒体に掲載された映画のスチル写真として残されている。キネマ旬報映画データベースでは「スクリプター」と記載され、「脚本家」に分類されているがこれは誤りである。

## フィルモグラフィ
すべてスチルカメラマンとして参加。

### マキノ・プロダクション御室撮影所
- 『狼火』 : 監督金森万象、1927年 - スチルピクチャ
- 『祇園小唄絵日傘 第一話 舞の袖』 : 監督金森万象、1930年 - スチルピクチャ

### 大映京都撮影所

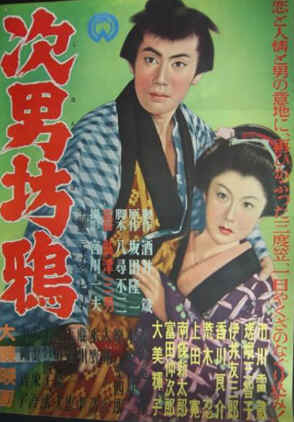
『次男坊鴉』（1955年）

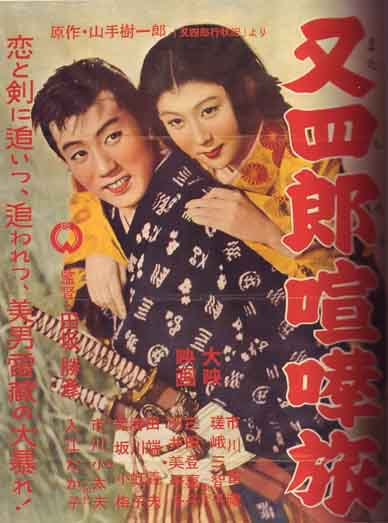
『又四郎喧嘩旅』（1956年）

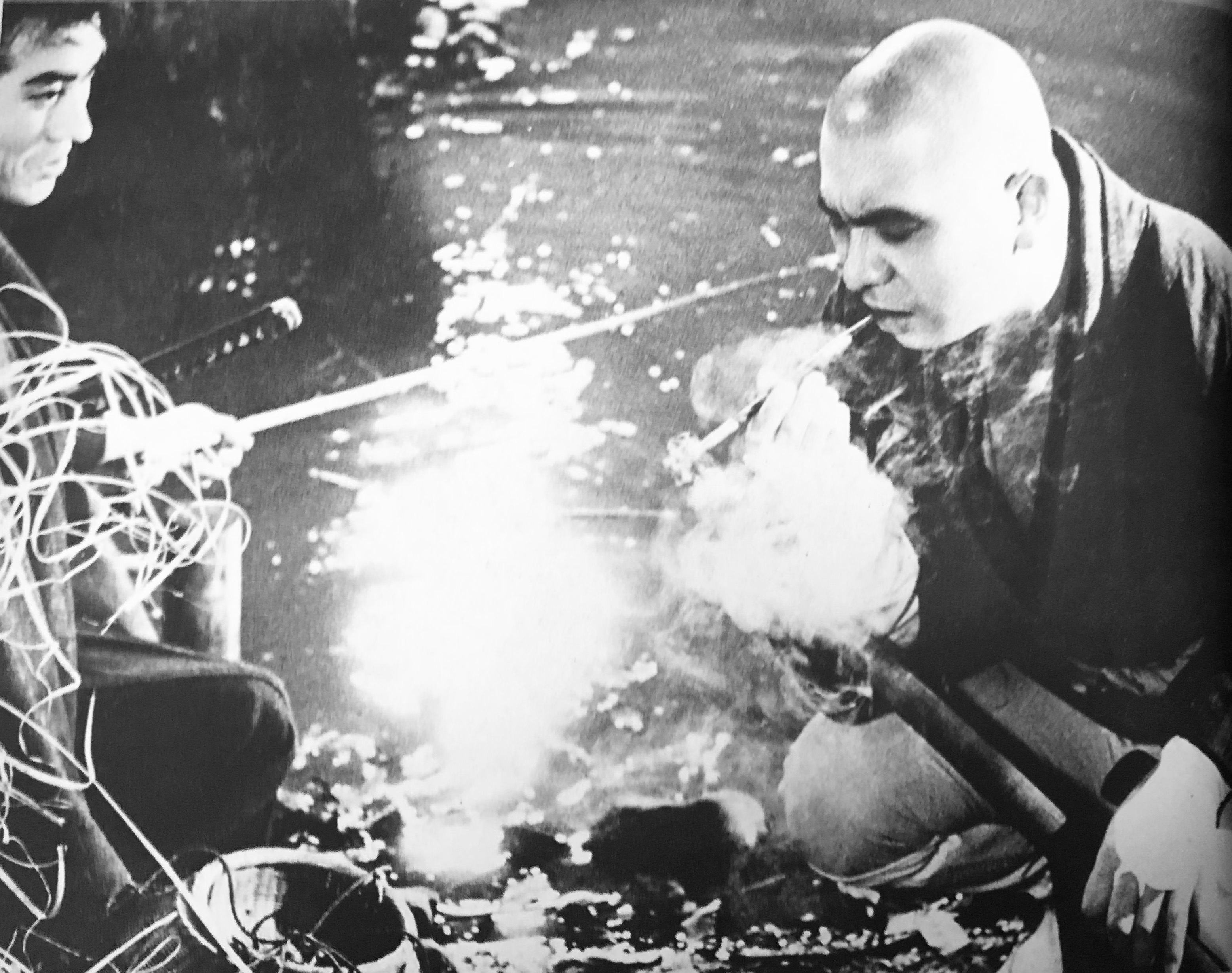
『座頭市物語』（1962年）

- 『次男坊鴉』 The Second Son : 監督弘津三男、1955年 - スチール

- 『又四郎喧嘩旅』 Matashirō Fighting Journey : 監督田坂勝彦、1956年 - スチール
- 『柳生連也斎 秘伝月影抄』 : 監督田坂勝彦、1956年 - スチール
- 『浅太郎鴉』 Asatarō garasu : 監督三隅研次、1956年 - スチール
- 『折鶴七変化』 : 監督安田公義、1956年 - スチル
- 『続折鶴七変化』 : 監督安田公義、1956年 - スチル
- 『運ちゃん物語』 : 監督天野信、1956年 - スチル
- 『霧の音』 : 監督清水宏、1956年 - スチル

- 『一夜の百万長者』 : 監督斎藤寅次郎、1957年 - スチル
- 『大阪物語』 : 監督吉村公三郎、1957年 - スチール
- 『大江戸人気男』 : 監督斎藤寅次郎、1957年 - スチル
- 『弥太郎笠』 Yatarō gasa : 監督森一生、1957年 - スチール
- 『万五郎天狗』 : 監督森一生、1957年 - スチール
- 『不知火頭巾』 : 監督田坂勝彦、1957年 - スチル
- 『桃太郎侍』 : 監督三隅研次、1957年 - スチール

- 『花太郎呪文』 Hanatarō Jumon : 監督安田公義、1958年 - スチール
- 『怪猫呪いの壁』 : 監督三隅研次、1958年 - 普通写真

- 『人肌牡丹』 : 監督森一生、1959年 - スチール
- 『お嬢吉三』 : 監督田中徳三、1959年 - スチール
- 『薄桜記』 Samurai Vendetta : 監督森一生、1959年 - スチール

- 『濡れ髪喧嘩旅』 : 監督森一生、1960年 - スチール

- 『花の兄弟』 : 監督池広一夫、1961年 - スチール
- 『飛び出した女大名』 : 監督安田公義、1961年 - スチール
- 『喧嘩富士』 : 監督渡辺邦男、1961年 - スチール
- 『美少年変化』 : 監督安田公義、1961年 - スチール
- 『磯ぶし源太』 : 監督安田公義、1961年 - スチール
- 『小太刀を使う女』 : 監督池広一夫、1961年 - スチール
- 『黒い三度笠』 : 監督西山正輝、1961年 - スチール

- 『座頭市物語』 : 監督三隅研次、1962年 - スチール
- 『怪談夜泣き燈籠』 : 監督田坂勝彦、1962年 - スチール
- 『悲恋の若武者』 : 監督西山正輝、1963年 - スチール
- 『殺陣師段平』 : 監督瑞穂春海、1962年 - スチル

- 『人斬り市場』 : 監督西山正輝、1963年 - スチール
- 『対決』 : 監督安田公義、1963年 - スチール

## 註
1. ↑  菅家紅葉氏談話、立命館大学、2009年12月22日閲覧。
2. ↑  1929年 マキノ・プロダクション御室撮影所所員録、立命館大学、2009年12月22日閲覧。